# Макај (језеро)
Макај (енгл. Lake Mackay, IPA: ) је једно од сто сушних језера Западне Аустралије и Северне територије. Налази се између 22°30′ЈГШ и 128°35′ИГД.